# علی کاظمی گیلانی
علی کاظمی گیلانی (زاده ۱۳۴۶ آبکنار بندرانزلی گیلان ) سیاستمدار و روحانی شیعه با کسب ۱۲۸۹۲۱ رای به عنوان نماینده استان گیلان در ششمین دوره مجلس خبرگان رهبری انتخاب شد. وی از استادان حوزه و دانشگاه و از نمایندگان رهبر جمهوری اسلامی در دانشگاه و حوزه های علمیه بوده و دارای سابقه ۳۰ ساله تدریس در حوزه علمیه قم است و در بالاترین سطح حوزه علمیه و در دانشگاه تهران و گیلان تدریس می‌کند همچنین وی از اعضای عالی رتبه تبلیغاتی سپاه پاسداران  بوده است .